# Réserve naturelle de Geitholmen
La réserve naturelle de Geitholmen  est une réserve naturelle norvégienne qui est située dans la municipalité de Bærum dans le comté d'Akershus.

## Description
Geitholmen est un îlot situé juste au nord-est de Snarøya. Il se compose d'une terre sèche de craie en pente douce et d'une zone de plage précieuse sur sa partie sud.
Le but de la conservation est de préserver une zone naturelle spéciale avec une terre sèche calcaire presque intacte et riche d'une grande valeur botanique, ainsi qu'une précieuse prairie salée. La région est unique en raison de son emplacement plein sud. Les anneaux secs à la chaux de cette taille sont très inhabituels. La prairie est relativement plate sans ombrager les arbres ou les broussailles. Parmi les espèces végétales les plus intéressantes figure la Dracocephalum ruyschiana (en), une espèce de Dracocephalum . L'espèce est inscrite sur la liste rouge de l'UICN (DN 1999), dans la catégorie des espèces responsables norvégiennes. Quelques individus de l'espèce de varech rare, le crambe maritime dans la région poussaient sur la plage.
En 2022, environ 1.200 œufs de mouette rieuse  auront disparu pendant la saison de reproduction. Une personne a été condamnée à une amende pour avoir retiré au moins 30 œufs de l'espèce d'oiseau en danger critique d'extinction.

## Galerie

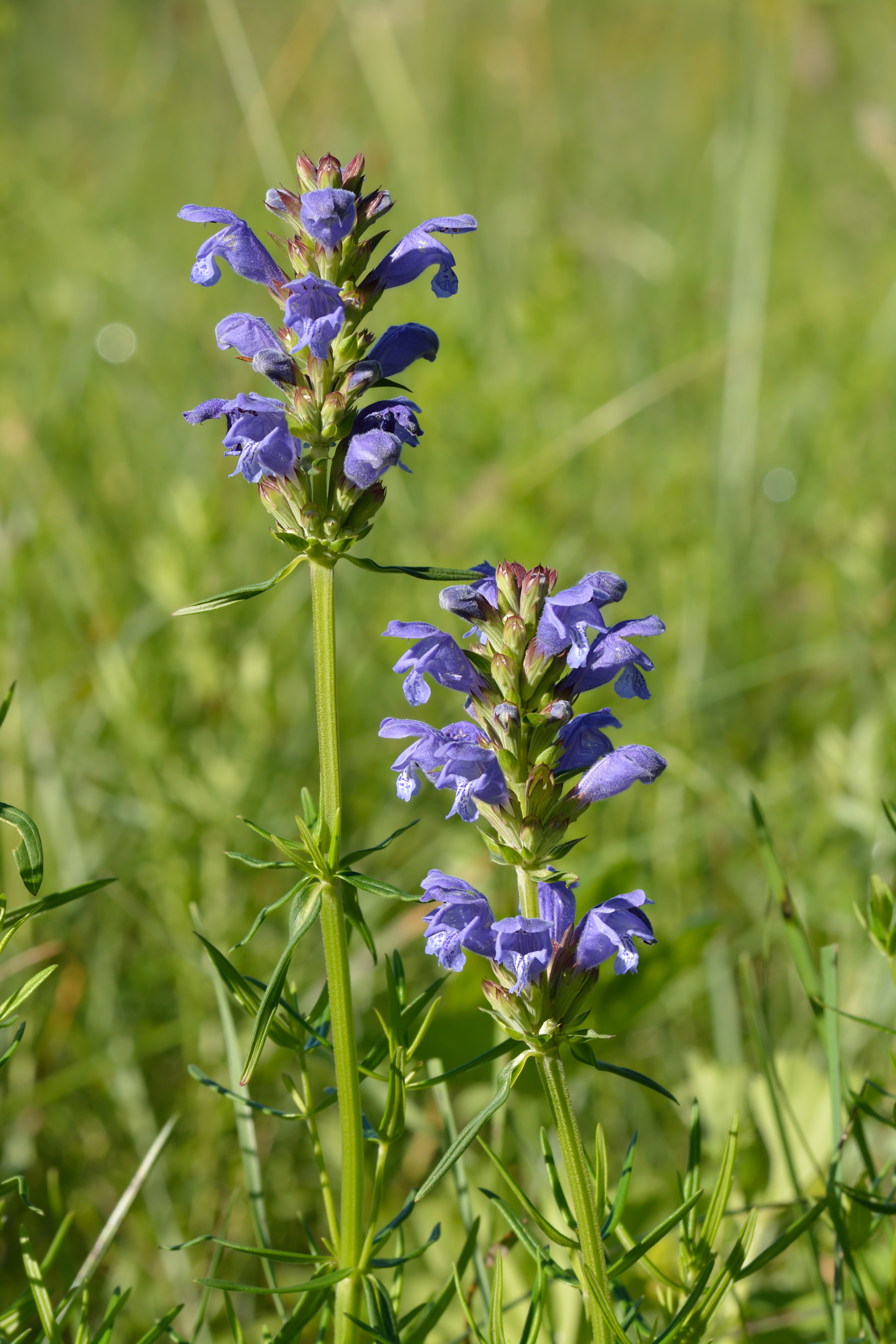
Dracocephalum
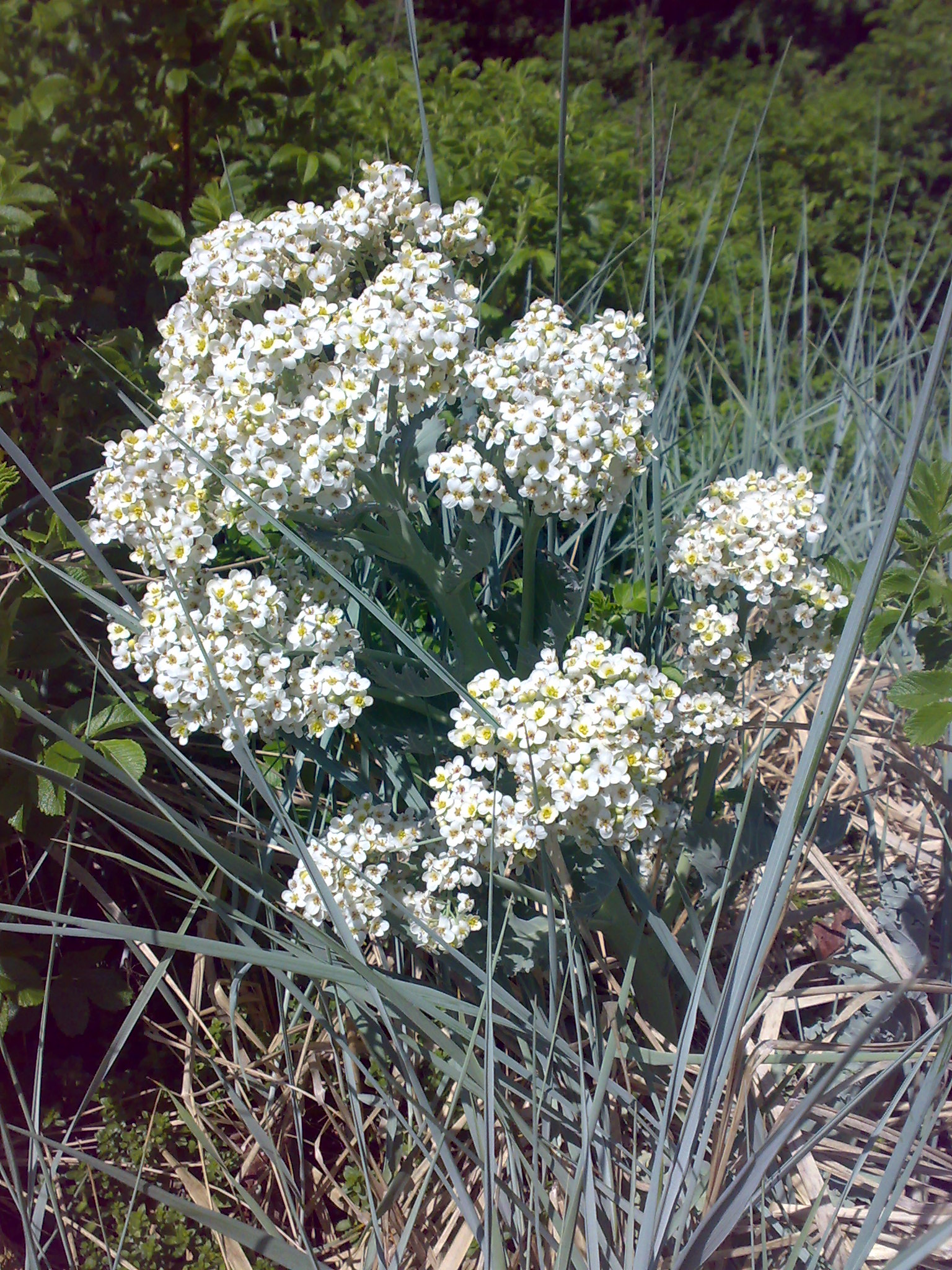
Crambe maritime